# Too Many Losing Heroines!
Too Many Losing Heroines! (яп. 負けヒロインが多すぎる！ Макэ хироин га о:сугиру!, «Слишком много проигравших героинь!»), также кратко Makeine (яп. マケイン Макэинэ) — ранобэ, написанное Такиби Амамори и проиллюстрированное Имигимуру. Действие сюжета разворачивается в Тоёхаси, префектура Айти, родном городе Амамори, и повествует о старшекласснике, который общается с несколькими девушками, отвергнутыми их возлюбленными. Выпускается под импринтом Gagaga Bunko издательства Shogakukan с июля 2021 года; всего на май 2025 года было издано восемь томов основной серии. Манга-адаптация с иллюстрациями Итати публикуется с апреля 2022 года в сервисе цифровой манги Ura Sunday и в приложении MangaOne издательства Shogakukan. Студией A-1 Pictures сюжет адаптирован в формат аниме-сериала, трансляция которого проходила с июля по сентябрь 2024 года. В начале апреля 2025 года состоялся анонс второго сезона.

## Сюжет
Самопровозглашённый «фоновый персонаж» Кадзухико Нукумидзу случайно становится свидетелем того, как его популярная одноклассница Анна Янами получила отказ от своего друга детства, которого она любила. Кадзухико называет её «проигравшей героиней» и вскоре обнаруживает, что оказался втянут в общество Анны и таких же отвергнутых девушек.

## Персонажи

### Главные герои
Кадзухико Нукумидзу (яп. 温水 和彦 Нукумидзу Кадзухико) — главный герой произведения, ученик первого года старшей школы. Парень-одиночка с философским отношением к жизни и отаку, увлекающийся чтением ранобэ. Он становится свидетелем того, как девушек отвергают их избранники, и решает эмоционально поддерживать и помогать им двигаться дальше, несмотря на то, что иногда их выходки сильно раздражают его.
Сэйю: Сюитиро Умэда (аниме)
Анна Янами (яп. 八奈見 杏菜 Янами Анна) — первая из «проигравших героинь». Популярная одноклассница Кадзухико с яркой и обаятельной внешностью. Несмотря на то, что она часто становится объектом привязанности со стороны других парней, Анна продолжительное время была влюблена в своего друга детства Сосукэ Хакамаду, который никогда не отвечал ей взаимностью и в итоге начал встречаться с её соперницей Карэн Химэмией. Любит поесть, однако ей всегда удаётся поддерживать себя в хорошей форме.
Сэйю: Хикару Тоно (аниме)
Рэмон Якисио (яп. 焼塩 檸檬 Якисио Рэмон) — вторая из «проигравших героинь» и одна из одноклассниц Кадзухико. Превосходная спортсменка и член секции лёгкой атлетики. У неё тоже есть поклонники. Влюблена в своего друга детства Мицуки Аяно, у которого уже есть девушка по имени Тихая Асагумо. Рэмон чувствует смятение по поводу того, что Мицуки не воспринимает её так же, как Тихаю, но постепенно учится принимать это и жить дальше.
Сэйю: Сион Вакаяма (аниме)
Тика Комари (яп. 小鞠 知花 Комари Тика) — третья из «проигравших героинь» и ещё одна одноклассница Кадзухико. Член литературного кружка, очень застенчива и с трудом разговаривает с другими людьми. Продолжительное время была влюблена в Синтаро Тамаки, который оставался в полном неведении, посколько она не признавалась ему раньше. Несмотря на то, что Синтаро не ответил ей взаимностью, она всё ещё в хороших отношениях с ним и её соперницей Кото Цукиноки.
Сэйю: Момока Тэрасава (аниме)

### Ученики и персонал старшей школы «Цувабуки»
Синтаро Тамаки (яп. 玉木 慎太郎 Тамаки Синтаро:) — председатель литературного кружка, в которого влюблена Тика. Не испытывает никаких романтических чувств к Тике и отдал предпочтение Кото.
Сэйю: Юсукэ Кобаяси (аниме)
Кото Цукиноки (яп. 月之木 古都 Цукиноки Кото) — вице-председательница литературного кружка, подруга детства и девушка Синтаро.
Сэйю: Ацуми Танэдзаки (аниме)
Сосукэ Хакамада (яп. 袴田 草介 Хакамада Со:сукэ) — одноклассник Кадзухико, друг детства и давняя любовь Анны.
Сэйю: Рёта Осака (аниме)
Карэн Химэмия (яп. 姫宮 華恋 Химэмия Карэн) — одноклассница Кадзухико, девушка Сосукэ и соперница Анны.
Сэйю: Адзуми Ваки (аниме)
Мицуки Аяно (яп. 綾野 光希 Аяно Мицуки) — один из одноклассников Кадзухико, друг детства и возлюбленный Рэмон. Не ответил на чувства Рэмон взаимностью, поскольку у него уже есть девушка, и всегда считал, что он ей не подходит.
Сэйю: Тиаки Кобаяси (аниме)
Тихая Асагумо (яп. 朝雲 千早 Асагумо Тихая) — одна из одноклассниц Кадзухико, девушка Мицуки.
Сэйю: Рэйна Уэда (аниме)
Конами Аманацу (яп. 甘夏 古奈美 Аманацу Конами) — классная руководительница Кадзухико.
Сэйю: Сумирэ Уэсака (аниме)
Саё Конуки (яп. 小抜 小夜 Конуки Саё) — школьная медсестра.
Сэйю: Тива Сайто (аниме)
Хибари Хокобару (яп. 放虎原 ひばり Хо:кобару Хибари) — председатель школьного ученического совета.
Сэйю: Хироки Нанами (аниме)
Тиара Басори (яп. 馬剃 天愛星 Басори Тиара) — заместитель председателя школьного ученического совета.
Сэйю: Сумирэ Морохоси (аниме)
Юмэко Сикия (яп. 志喜屋 夢子 Сикия Юмэко) — секретарь школьного ученического совета.
Сэйю: Тика Андзай (аниме)

### Другие
Кадзю Нукумидзу (яп. 温水 佳樹 Нукумидзу Кадзю) — ученица второго года средней школы, младшая сестра Кадзухико. Подшучивает над старшим братом по поводу отсутствия у него друзей.
Сэйю: Минами Танака (аниме)
Асами Гондо (яп. 権藤 アサミ Гондо: Асами) — ученица второго года средней школы, подруга Кадзю.
Сэйю: Акира Сэкинэ (аниме)

## Медиа

### Ранобэ
Ранобэ Too Many Losing Heroines!, написанное Такиби Амамори и проиллюстрированное Имигимуру, выпускается под импринтом Gagaga Bunko издательства Shogakukan с 21 июля 2021 года. На май 2025 года было выпущено восемь томов основной серии и один сборник рассказов.
В июле 2023 года посредством официального твиттер-аккаунта ранобэ стало известно, что серия будет выпускаться на английском языке. В феврале 2024 года американское издательство Seven Seas Entertainment объявило о приобретении прав на выпуск ранобэ и манга-адаптации.
20 сентября 2023 года к первому тому ранобэ была издана аудиокнига, в работе над которой поучаствовали сэйю Сётаро Удзава, Рина Хонъидзуми, Маки Ямаити, Мэй Сибата, Тихиро Сирата, Кэаки Ватанабэ, Сюма Коноэ, Юриэ Игома, Кири Камасава и Тайра Ямаути.

#### Список томов
| №   | Дата публикации    | ISBN                   |
| --- | ------------------ | ---------------------- |
| 01  | 21 июля 2021 г.    | ISBN 978-4-0945-3017-9 |
| 02  | 18 ноября 2021 г.  | ISBN 978-4-0945-3041-4 |
| 03  | 19 апреля 2022 г.  | ISBN 978-4-0945-3064-3 |
| 04  | 18 октября 2022 г. | ISBN 978-4-0945-3094-0 |
| 05  | 17 марта 2023 г.   | ISBN 978-4-0945-3118-3 |
| 06  | 18 декабря 2023 г. | ISBN 978-4-0945-3164-0 |
| 07  | 18 июля 2024 г.    | ISBN 978-4-0945-3197-8 |
| SSS | 18 июля 2024 г.    | ISBN 978-4-0945-3201-2 |
| 08  | 19 мая 2025 г.     | ISBN 978-4-0945-3242-5 |

### Манга
Манга-адаптация, проиллюстрированная художником с псевдонимом Итати, публикуется с 29 апреля 2022 года в сервисе цифровой манги Ura Sunday и в приложении MangaOne, принадлежащие издательству Shogakukan. На январь 2025 года главы манги были скомпонованы в четыре тома-танкобона. Первый том поступил в продажу 12 октября 2022 года.
Правами на выпуск манги на территории США, как и правами на оригинальное ранобэ, обладает издательство Seven Seas Entertainment.

#### Список томов
| №  | Дата публикации     | ISBN                   |
| -- | ------------------- | ---------------------- |
| 01 | 12 октября 2022 г.  | ISBN 978-4-0985-1336-9 |
| 02 | 18 августа 2023 г.  | ISBN 978-4-0985-2674-1 |
| 03 | 18 июля 2024 г.     | ISBN 978-4-0985-3388-6 |
| 04 | 10 января 2025 г.   | ISBN 978-4-0985-3801-0 |
| 05 | 11 сентября 2025 г. | ISBN 978-4-0985-4254-3 |

### Аниме
Об адаптации сюжета ранобэ в формат аниме-сериала было объявлено 14 декабря 2023 года. К осуществлению проекта приступили продюсеры компании Aniplex, его производством занялась студия A-1 Pictures, на должность режиссёра был назначен Сётаро Китамура, сценаристом стал Масахиро Ёкотани, дизайнером персонажей — Тэцуя Каваками, а композитором — Кана Утатанэ. Аниме-сериал транслировался с 14 июля по 28 сентября 2024 года на Tokyo MX, GYT и других телеканалах. Открывающая музыкальная тема — «Tsuyogaru Girl» (яп. つよがるガール Цуёгару га:ру, «Девушка-задавака»), исполненная BotchiBoromaru при участии Моссы из группы Necry Talkie; закрывающие — кавер-версии различных песен, исполненные сэйю главных героинь: Хикару Тоно от лица Анны Янами исполнила кавер на песню «Love 2000» от Хитоми (1—4 серии), Сион Вакаяма от лица Рэмон Якисио — на «Crazy for You» от Kylee (5—7 серии) и Момока Тэрасава от лица Тики Комари — на «Feel My Soul» от Юи (8—11 серии).
В июне 2024 года аниме-сериал был лицензирован стриминговым сервисом Crunchyroll, а также телеканалом Aniplus Asia.
Последняя двенадцатая серия создана на основе оригинального сценария, написанного автором ранобэ Такиби Амамори.
6 апреля 2025 года был анонсирован второй сезон.

#### Список серий
| №  | Название | Режиссёр                        | Премьера в Японии   |
| -- | --- | ------------------------------- | ------------------- |
| 01 | Профессиональная подруга детства Анна Янами мастерски мирится с отказом «Пуро осананадзими Янами Анна но макэ-ппури» (プロ幼馴染八奈見杏菜の負けっぷり) | Сётаро Китамура                 | 14 июля 2024 г.     |
| 02 | Твой личный провал, как договаривались «Якусоку сарэта хайбоку о кими ни» (約束された敗北を君に) | Юки Ватанабэ                    | 21 июля 2024 г.     |
| 03 | Всё было против тебя ещё до начала боя «Татакау маэ кара макэтэйру» (戦う前から負けている) | Комао Юкихиро                   | 28 июля 2024 г.     |
| 04 | Если ты подглядывал за проигравшей героиней, то и она подглядит за тобой «Макэ хироин о нодзоку токи, макэ хироин мо мата аната о нодзоитэйру нода» (負けヒロインを覗く時、負けヒロインもまたあなたを覗いているのだ)                                                                     | Тобита Цуёси                    | 4 августа 2024 г.   |
| 05 | Заплутавшая Тихая Асагумо «Асагумо Тихая ва мадовасэру» (朝雲千早は惑わせる) | Аяко Коно                       | 11 августа 2024 г.  |
| 06 | Кто сам никогда не был отвергнут, пусть первый бросит в проигравшую героиню камень «Фурарэта кото но най моно дакэ га, макэ хироин ни иси о нагэнасай» (振られたことのない者だけが、負けヒロインに石を投げなさい)                                                                        | Юки Ватанабэ, Амагаэру          | 18 августа 2024 г.  |
| 07 | По другую сторону хэппи-энда «Хаппи:эндо но муко:гава» (ハッピーエンドの向こう側) | Юдаи Симидзу                    | 25 августа 2024 г.  |
| 08 | По любым вопросам обращайтесь к консулу «Око маридэситара кон сару ни» (おこまりでしたらコンサルに) | Акиёси Ватари                   | 1 сентября 2024 г.  |
| 09 | Считайте, что это не медсестра, а пятно на потолке, и не отвлекайтесь «Сэнсэй ва тэндзё: но сими ка нанкада то омоттэ, цудзуки о до:дзо» (先生は天井の染みかなんかだと思って、続きをどうぞ)                                                                                              | Комао Юкихиро                   | 8 сентября 2024 г.  |
| 10 | Слишком рано для прощания «Саё:нара ни ва хаясугиру» (さようならには早すぎる) | Тобита Цуёси                    | 15 сентября 2024 г. |
| 11 | Давай поговорим об ответственности «Кэкка сэкинин ницуйтэ но ханаси о сиё: ка» (結果責任についての話をしようか) | Китиро Мурасэ, Кадзуки Кавагиси | 22 сентября 2024 г. |
| 12 | Может, я просто бестолковый персонаж массовки, усевшийся рядом с проигравшей героиней в последней серии? «Орэ ва хёттоситэ, сайсю:-банаси дэ хироин но ёко ни иру поту то сюцу но мобукяра на нодаро: ка» (俺はひょっとして、最終話でヒロインの横にいるポッと出のモブキャラなのだろうか) | Акихито Судо, Сётаро Китамура   | 28 сентября 2024 г. |

### Прочее
В феврале 2022 года состоялась коллаборация в виде иллюстраций между ранобэ и вторым томом манги Starting Today, We’re Childhood Friends за авторства Мидори Обии. В дальнейшем персонажи ранобэ участвовали в нескольких совместных проектах с зоологическим и ботаническим парком в Тоёхаси, а также с железнодорожной компанией JR Tokai.

## Приём

### Kono Light Novel ga Sugoi!
В ежегодном справочнике Kono Light Novel ga Sugoi! за 2022 год Too Many Losing Heroines! заняло восемнадцатое место в рейтинге «Лучшее ранобэ в формате бункобона» и одиннадцатое — в рейтинге «Лучшая новая работа». В справочнике за 2025 год ранобэ возглавило рейтинг лучших бункобонов, Кадзухико Нукумидзу и Имигимуру — рейтинги «Лучший мужской персонаж» и «Лучший иллюстратор» соответственно, а Анна Янами заняла второе место в рейтинге «Лучший женский персонаж».

### Награды и номинации аниме
| Год  | Награда                  | Результат | Категория                                     | Номинант                      | Прим.  |
| ---- | ------------------------ | --------- | --------------------------------------------- | ----------------------------- | ------ |
| 2025 | Anime Trending Awards    | Победа    | Комедийное аниме года                         | Too Many Losing Heroines!     | [ 45 ] |
| 2025 | Anime Trending Awards    | Победа    | Лучшая актриса озвучивания                    | Хикару Тоно в роли Анны Янами | [ 45 ] |
| 2025 | Crunchyroll Anime Awards | Победа    | Лучшая повседневность                         | Too Many Losing Heroines!     | [ 46 ] |
| 2025 | Crunchyroll Anime Awards | Номинация | Лучший романтический сериал                   | Too Many Losing Heroines!     | [ 46 ] |
| 2025 | Japan Expo Awards        | Номинация | Премия «Дарума» за лучшее романтическое аниме | Too Many Losing Heroines!     | [ 47 ] |